# Тесленко Костянтин Макарович
Ко́сть Мака́рович Тесле́нко (*22 травня 1917 (1918)  — †20 червня 1988) — український письменник. Племінник письменника Архипа Тесленка. Батько Олександра Тесленка, шкільний вчитель Василя Стуса.
Член Спілки письменників України.

## Біографія

Тесленко Костянтин Макарович та Лісовська Марія Павлівна

Народився 22 травня 1917 р. в м. Мачухи Полтавської області в сім'ї вчителя. Закінчив Харківський поліграфічний технікум (1938) та Харківський університет (1946).
Працював учителем української мови та літератури в школі, відповідальним секретарем журналу «Донбас».
Дружина — письменниця Лісовська Марія Павлівна. Костянтин і Марія студентами Харківського університету закохалися та побралися. Згодом випускники приїхали у Донецьк і викладали українську мову і літературу в середній школі № 75. Син — Олександр.
Після смерті дружини у 1981 р. з 1982 р. громадянська дружина К. М. Тесленка — Болонова Людмила Миколаївна. Заява на шлюб була подана до ЗАГСу у 1988 р.
Причина смерті письменника — інсульт головного мозку.
Похований у Донецьку на Мушкетівському цвинтарі.

Передача щоденників Костя Тесленка в Інститут літератури імені Тараса Шевченка НАН України. Ліворуч — Болонова Л.М. 2018 рік.

## Творчий доробок
Окремими виданнями вийшли книжки оповідань та повістей, написані у співавторстві з М. Лісовською; «Скільки житиму—любитиму» (1959), «На морі слідів не лишається» (1960), «Крізь громовицю» (1961), «Знайдені крила» (1962), «Різноцвіття» (1966), «Відлуння серця» (1972), «Невгасимі зоряниці» (1978; російською мовою, 1985). Автор повісті «Богучари» (1982); романи «Зимовий грім» (1985), «Крихкий лід» (1987).
У 2018 р. Болонова Л. М. та Білецький В. С. передали три щоденники письменника (1963—1978 рр.) до архіву Інституту літератури імені Тараса Шевченка НАН України.